# Nick Stöpler
Nick Stöpler (* 22. November 1990 in Woerden) ist ein niederländischer Radsporttrainer und ehemaliger Radsportler, vorrangig Rennen auf der Bahn bestritt.

## Sportliche Laufbahn
2006 und 2007 wurde Nick Stöpler niederländischer Meister im Zweier-Mannschaftsfahren der Junioren, gemeinsam mit Michael Vingerling, in der Einerverfolgung belegte er 2006 Platz zwei. 2008 wurde er mit Vingerling niederländischer Vize-Meister im Zweier-Mannschaftsfahren der Elite. 2010 wurde er beim Bahnrad-Weltcup 2010/11 in Melbourne mit Peter Schep Dritter im Zweier-Mannschaftsfahren. 2011 gewann er gemeinsam mit Jesper Mørkøv den UIV-Cup, den Nachwuchswettbewerb für Sechstagefahrer, beim Berliner Sechstagerennen. Im selben Jahr belegte er bei den Bahn-Europameisterschaften (U23) in Sankt Petersburg den zweiten Platz im Punktefahren und den dritten im Zweier-Mannschaftsfahren, gemeinsam mit Yoeri Havik. Ebenfalls 2011 gewannen er und Havik das Sechstagerennen von Tilburg, und er wurde nationaler Meister im Punktefahren. 2016 gewann er gemeinsam mit Melvin van Zijl den niederländischen Meistertitel im Zweier-Mannschaftsfahren. Anschließend beendete Nick Stöpler seine Radsportlaufbahn.
Stöplers Bruder Bob war bis 2007 ebenfalls als Radrennfahrer aktiv.

## Berufliches
Seit September 2022 ist Stöpler Trainer der niederländischen Nationalmannschaft auf der Bahn (Ausdauer). Er trat die Nachfolge von Fulco van Gulik an, der seit dem schweren Trainingsunfall von Amy Pieters im Dezember 2021 nicht mehr als Trainer tätig gewesen war.

## Erfolge
2006
- Niederländischer Meister – Madison (Junioren) mit Michael Vingerling

2007
- Niederländischer Meister – Madison (Junioren) mit Michael Vingerling

2009
- Niederländischer Meister – Madison mit Michael Vingerling

2011
- UIV Cup – Berlin mit Jesper Mørkøv
- U23-Europameisterschaft – Punktefahren
- U23-Europameisterschaft – Madison (mit Yoeri Havik)
- Sechstagerennen – Tilburg  mit Yoeri Havik
- Niederländischer Meister – Punktefahren

2016
- Niederländischer Meister – Zweier-Mannschaftsfahren (mit Melvin van Zijl)

## Teams
- 2009 Koga Cycling Team
- 2010 Koga Cycling Team
- 2011 Koga Cycling Team
- 2012 Koga Cycling Team
- 2013 Koga Cycling Team (bis 20. September)